# Zamek krzyżujących się losów

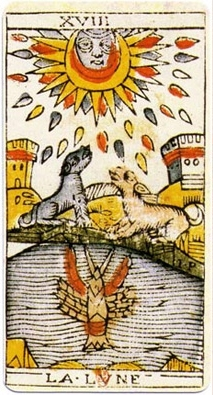
Karta Księżyc Tarota Marsylskiego

Zamek krzyżujących się losów (wł. Il castello dei destini incrociati) – powieść autorstwa Itala Calvino wydana w 1973. Książka nosi cechy eksperymentów literackich grupy OuLiPo.

## Opis fabuły
Książka składa się z dwóch części, pierwsza z nich to Zamek krzyżujących się losów, tekst opublikowany pierwotnie w 1969, druga część nosi tytuł Gospoda krzyżujących się losów. Każda z tych części przedstawia spotkanie podróżnych, którzy z niewiadomych przyczyn nie mogą porozumiewać się za pomocą głosu, a jedynym sposobem opowiadania przez nich o swoich losach jest przedstawianie ich za pomocą kart tarota układanych przez poszczególnych biesiadników. Narrator dokonuje interpretacji tych historii, nawiązując przy tym do klasyków literatury, takich jak Ludovico Ariosto, czy William Szekspir. Wykładane na stół karty układają się w misterną konstrukcję, a losy poszczególnych podróżnych splatają się ze sobą, tworząc jednocześnie możliwość ich interpretacji odmiennej od sugerowanej przez narratora.
Każda z części powieści opowiedziana jest za pomocą innego zestawu kart. Pierwsza wykorzystuje talię wykonaną w połowie XV wieku dla książąt Mediolanu, druga używa najbardziej dziś rozpowszechnioną talię "marsylską" wykonaną w 1761. Fakt użycia innych talii nie pozostaje bez znaczenia dla opowieści, ze względu na odmienne przedstawienie poszczególnych kart, szczegółowo opisywanych przez autora.